# 皮夏尼夫卡
46°38′57″N 32°50′30″E / 46.64917°N 32.84167°E

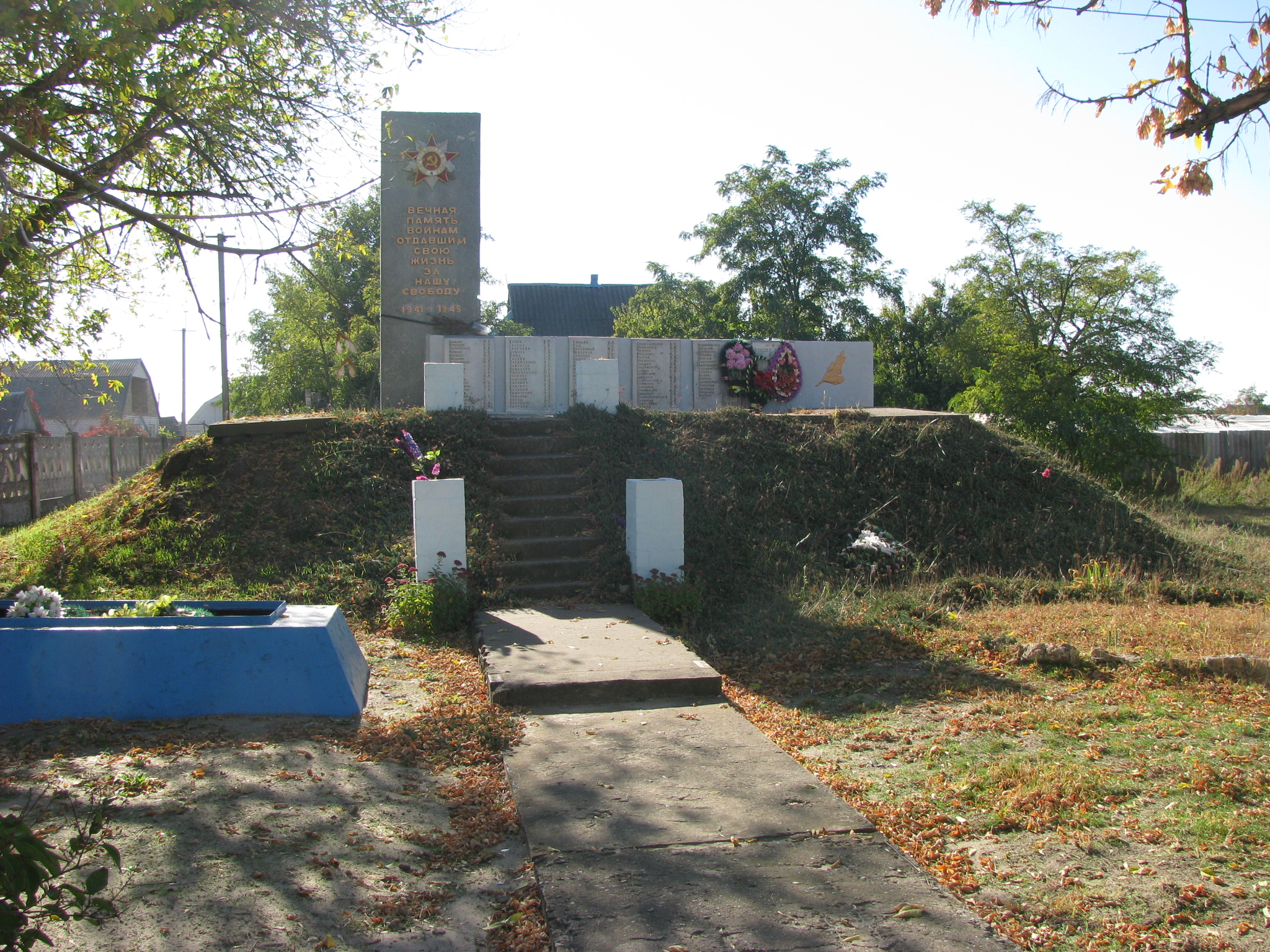
苏联烈士墓

皮夏尼夫卡（烏克蘭語：Піщанівка）是位於烏克蘭南部的村莊，由赫爾松州赫尔松区的奥莱什基市镇負責管轄。該村面積25平方公里，海拔高度9米，2001年人口582，人口密度每平方公里23.2人。